# Greg Bunch
Darnell Greg Bunch   est un ancien joueur de basket-ball américain né le 15 mai 1956 à San Bernardino en Californie.

## Biographie
Jouant au poste d'ailier fort, il ne joue en NBA avec les Knicks de New York que 12 matchs (8,1 minutes par match) et marque un total de 28 points (2,3 par match) . Après avoir été drafté le 9 juin 1978 par les Knicks de New York, ceux-ci le libère le 14 novembre 1978. Il s'engage avec les Las Vegas Dealers pour disputer le reste de la saison en World Basketball Association. Il s'expatrie en 1981 en Espagne pour rejoindre le club de Liga ACB, le Bàsquet Manresa.